# Cephaloscyllium umbratile
Cephaloscyllium umbratile е вид пилозъба акула от семейство Scyliorhinidae.

## Разпространение и местообитание
Този вид е разпространен в Провинции в КНР, Тайван и Япония (Бонински острови, Кюшу, Рюкю, Хокайдо, Хоншу и Шикоку).
Обитава океани, морета и рифове. Среща се на дълбочина около 189 m.

## Описание
На дължина достигат до 1,2 m.